# Vicente, Orôncio e Vítor
Vicente, Orôncio e Vítor (em latim: Vincentius, Orontius e Victor) são venerados como mártires pela Igreja Católica. A tradição relata que Vicente e Orôncio eram irmãos nascidos na cidade de Cimiez. Eles eram cristãos que foram evangelizados nos Pirenéus e foram mortos em Puigcerdà, juntamente com Vítor.
São Vicente não deve ser confundido com o santo homônimo - e mais famoso - São Vicente de Saragoça, que é comemorado no mesmo dia.

## Devoção
As relíquias dos três estão preservadas em Embrun, um santuário construído por Paládio de Embrum